# Origanum vetteri
Origanum vetteri ist eine Pflanzenart aus der Gattung Dost (Origanum).

## Merkmale
Origanum vetteri ist ein ausdauernder, borstiger Polster-Zwergstrauch, der Wuchshöhen bis 10 Zentimeter erreicht. Die Blätter sind 2 bis 5 (8) Millimeter groß, breit eiförmig-dreieckig und dicht behaart. Die Kelch-Oberlippe ist dreizähnig. Die Krone ist rosa, nicht ausgesackt und 5 bis 9 Millimeter groß.
Die Blütezeit ist von Juni bis Juli.

## Vorkommen
Origanum vetteri ist auf der griechischen Insel Karpathos endemisch. Die Art besiedelt Felsfüße und -spalten in Höhenlagen von 1000 bis 1200 Meter.

## Belege
- Ralf Jahn, Peter Schönfelder: Exkursionsflora für Kreta. Mit Beiträgen von Alfred Mayer und Martin Scheuerer. Eugen Ulmer, Stuttgart (Hohenheim) 1995, ISBN 3-8001-3478-0, S. 266.